# Parnans
Parnans település Franciaországban, Drôme megyében. Lakosainak száma 701 fő (2022. január 1.). Parnans Montmiral, Châtillon-Saint-Jean, Saint-Michel-sur-Savasse, Saint-Lattier és Montagne községekkel határos.

## Népesség
A település népességének változása:
| Lakosok száma | 406  | 435  | 458  | 603  | 692  | 702  | 697  | 699  | 707  | 701  |
|               | 1968 | 1982 | 1990 | 2006 | 2013 | 2015 | 2017 | 2019 | 2020 | 2022 |